# De Koel
De Koel ou também chamado ccomo Seacon Stadion é um estádio de futebol localizado em Kaldenkerkerweg 182, Venlo, Países Baixos, foi inaugurado no ano de 1972, tem uma capacidade para albergar a 7500 adeptos comodamente sentados, sua equipa local é o VVV-Venlo da Eredivisie.